# 五胞體
在幾何學中，五胞體是指有五個胞或維面的多胞體。所有五胞體中共有兩個正圖形，分別位於四維空間和五維空間，其中五維空間的正五胞體是一個射影多胞形，由五個超立方體所組成，另一個正五胞體位於四維空間，是一個單純形。

## 四維五胞體
在四維空間中，五胞體是由五個多面體為胞所組成的幾何體，是四維最簡單的多胞體，任何頂點數、棱數、面數、胞數比它小的多胞體都只能成為退化多胞體（即它們並不真正具有真實的、非零的超體積）。正五胞體同其它面為正三角形的多胞形一樣，具有穩定性，即如果正五胞體10條棱長都確定了，則正五胞體就被唯一確定了。
| 名稱         | 考克斯特 施萊夫利 | 胞                          | 圖像 | 展開圖 |
| ------------ | ----------------- | --------------------------- | ---- | ------ |
| 三角錐四維錐 |                   | 1個三角錐底面 4個三角錐側面 |      |        |
| 正五胞體     |                   | 5個正四面體                 |      |        |

## 五維五胞體
在五維空間中，由五個四維多胞體組成的幾何體為五胞體。但由於在五維空間中，任何頂點數、棱數、面數、胞數少於六都會退化成為退化多胞體（即它們並不真正具有真實的、非零的超體積），但五維空間有一個射影正多胞形，即由五個超立方體所組成的五維半超立方體（英語：hemi-penteract）。
| 名稱           | 施萊夫利    | 種類                    | 維面        | 四維胞 | 胞 | 面 | 邊 | 頂點 | χ |
| 五維半超立方體 | {4,3,3,3}/2 | 射影正多胞形 抽象多胞形 | 5個超立方體 | 5      | 20 | 40 | 40 | 16   | 1 |
| 正五胞維面形   | {2,3,3,3}   | 多維面形 球面鑲嵌       |             | 5      | 10 | 10 | 5  | 2    | 2 |

## 六維以上五胞體
由於六維以上的空間頂點數、棱數、面數、胞數必須比維數減一的值還大，否則成為不真正具有真實的、非零的超體積的退化多胞體，因此僅能以超球面鑲嵌存在，如多維面形。